# Süsterseel

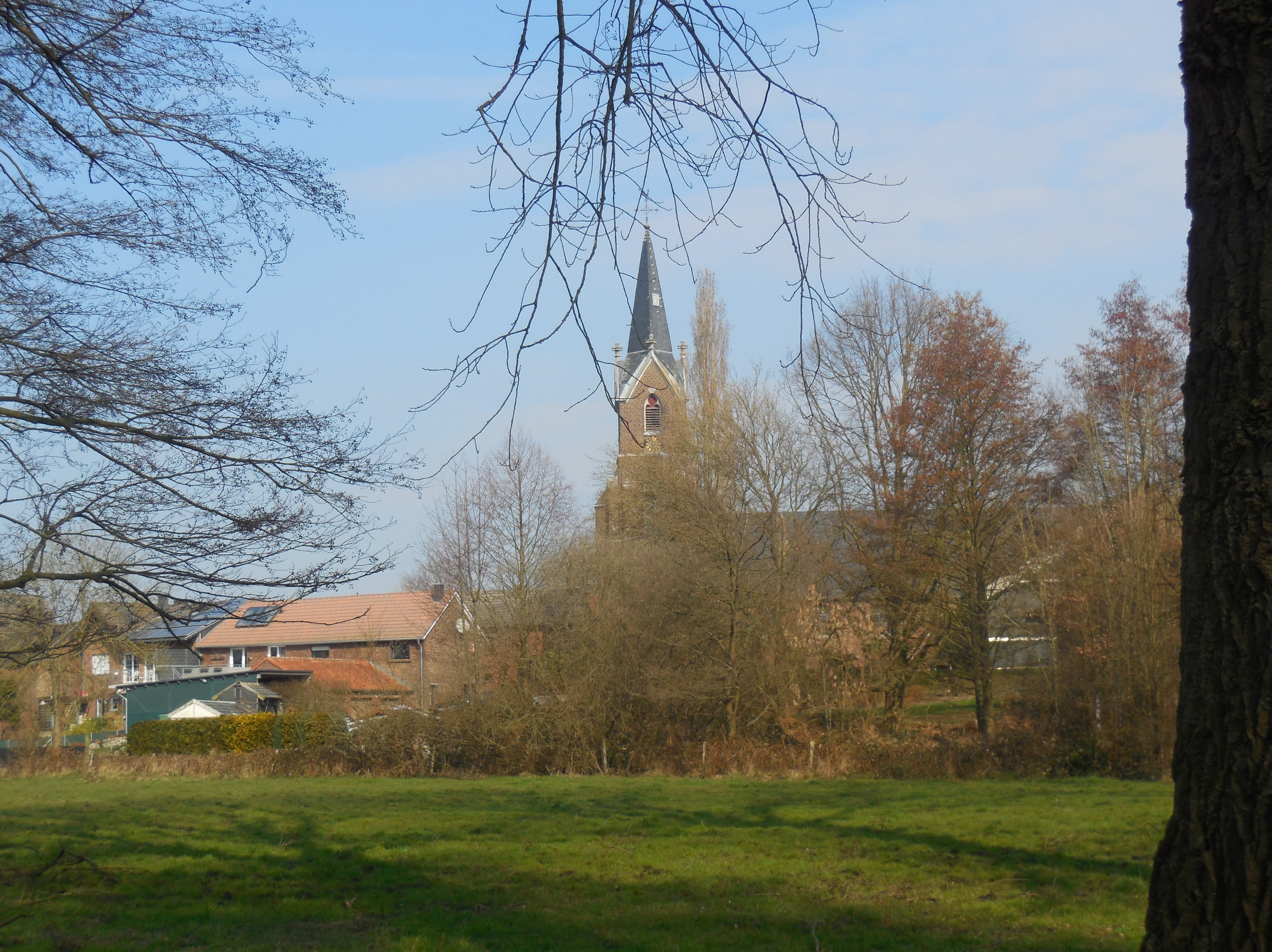
Sint Hubertuskerk in Süsterseel.

Süsterseel is een dorp in de gemeente Selfkant in de Kreis Heinsberg. Het dorp ligt een kilometer ten noorden van het Nederlandse Jabeek. De huidige kerk dateert uit 1772 en is in romantische stijl gebouwd.

## Naam
Het dorp werd voor het eerst vermeld in 1225. De hoogduitse spelling Süsterseel dateert pas uit de 19e eeuw.
- 1225 Sustersele
- 1488 Susteseil
- 1533 Susterseell
- 1820 Sustersehl
- 1850 Süsterseel

## Geschiedenis
Süsterseel behoorde in de middeleeuwen tot het Ambt Born van het Hertogdom Gulik. Het patronaatsrecht van de Sint-Hubertuskerk was in handen van de Heren van Valkenburg. In 1815 kwam het aan Pruisen, later Duitsland, maar tussen 1949 en 1963 behoorde het dorp tot het Nederlands drostambt Tudderen. Op 1 juli 1969 werd het dorp aan gemeente Selfkant toegevoegd.

## Bezienswaardigheden
- De Istrater Mühle ligt tussen Süsterseel en Wehr op de Roode Beek. Zij werd in 1351 voor het eerst vermeld als de overste Moelen van Weer tot Ysstraeten.
- De Sint-Hubertuskerk is een classicistisch bakstenen kerkgebouw van 1772, vergroot en voorzien van neogotische toren in 1861. Dwarsschip van 1957.
- Mariakapel van 1863.

## Natuur en landschap
Süsterseel ligt op een hoogte van 55 meter in de vallei van de Roode Beek. In het noordwesten bevindt zich het Tüdderner Fenn, een bosrijk natuurgebied.

## Nabijgelegen kernen
Wehr, Hillensberg, Schinveld, Jabeek, Gangelt, Höngen
Dieck · Großwehrhagen · Havert · Heilder · Hillensberg · Höngen · Isenbruch · Kleinwehrhagen · Millen · Millen-Bruch · Saeffelen · Schalbruch · Stein · Süsterseel · Tüddern · Wehr

Kreis Heinsberg · Regierungsbezirk Keulen · Noordrijn-Westfalen